# 马蛭
马蛭（学名：Haemopis sanguisuga）为黄蛭科黄蛭属的动物。分布于古北界的西部以及中国大陆的新疆等地，常见于所有类型的淡水中以及特别是在湖泊及山中小湖里。该物种的模式产地在欧洲。